# Подпалова, Анастасия Валерьевна
Анастасия Валерьевна Подпалова, в девичестве Бородина (укр. Анастасія Валеріївна Підпалова (Бородіна), родилась 5 января 1982 года в Херсоне) — украинская гандболистка, левый полусредний. Бронзовый призёр летних Олимпийских игр 2004 года в составе сборной Украины. Заслуженный мастер спорта Украины. Завершила карьеру в 2017 году.

## Биография

### Клубная карьера
До сентября 2002 года Анастасия выступала за команду «Днепрянка» (Херсон), но затем перешла в стан принципиальнейших противников — «Мотора» из Запорожья, с которым с 2004 по 2008 годы неизменно выигрывала чемпионат Украины. В феврале 2009 года Подпалова перешла в румынский клуб «Ольтхим» из Рымнику-Вылчи, с которым выиграла чемпионат Румынии три раза подряд. Сезон 2011/2012 провела в волгоградском «Динамо», с которым стала чемпионкой России.
С сезона 2012/2013 Подпалова выступает в чемпионате Франции: первым её клубом стал «Мец», за который она дебютировала неудачно, проиграв «Флери» в Кубке Лиги 30:31. Тем не менее, в том году Подпалова выиграла всё же чемпионат и Кубок Франции, а также вышла в финал Кубка ЕГФ. В финале чемпионата Франции против «Флери» во второй игре Анастасия забросила пять голов. В 2014 году Подпалова ушла в «Сесиль Дижон Бургонь», а летом 2016 года перешла в «Гавр».

### Карьера в сборной
Анастасия была капитаном сборной Украины. В её составе она завоевала бронзовые медали Олимпийских игр 2004 года (была самым молодым игроком той сборной), награждена орденом княгини Ольги III степени. В активе Анастасии 63 игры и 220 забитых голов.

### Семья
Замужем, есть дочь Алиса.